# 후벵스 바히셸루
후벵스 곤사우베스 "후비뉴" 바히셸루(포르투갈어: Rubens Gonçalves "Rubinho" Barrichello, 1972년 5월 23일~ )는 1993년부터 2011년 사이 포뮬러 원에 출전한 브라질의 포뮬러 원 레이싱 선수이다. 윌리엄스 F1 팀을 끝으로 바리첼로는 2012년 KV 레이싱 테크놀로지와 더불어 인디카 시리즈로 이적했다.

## 참조
1. ↑  Lewandowski, Dave (2012년 3월 1일). “Barrichello 'ups the level of competition'”. 《IndyCar Series》 (IndyCar). 2012년 3월 3일에 원본 문서에서 보존된 문서. 2012년 3월 1일에 확인함.
2. ↑  Freeman, Glenn (2012년 3월 1일). “Rubens Barrichello commits to full IndyCar season with KV Racing”. 《Autosport》 (Haymarket Publications). 2012년 3월 1일에 확인함.
3. ↑  Azzoni, Tales (2012년 3월 1일). “F1 veteran Barrichello to race in IndyCar in 2012”. 《Google News》 (Google Inc.). Associated Press. 2012년 3월 1일에 확인함.[깨진 링크(과거 내용 찾기)]